# Варини, Феличе
Фели́че Вари́ни (итал. Felice Varini; род. 6 марта 1952, Локарно, Швейцария) — швейцарский художник. Номинирован на премию Марселя Дюшана 2000/2001. Известен своими геометрическими инсталляциями, созданными с помощью техники тромплей. По словам профессора математики и искусствоведа Жоэля Коскаса: «Работа Варини — анти-Мона Лиза». Варини пишет прямо на архитектурных и городских пространствах, таких как здания, стены и улицы. Картины можно увидеть строго из одной точки обзора, и обычно это простые геометрические формы, такие как круги, квадраты, линии, в то время как с других точек зрения видны только «разбитые», фрагментированные формы. Художник утверждает, что произведение является единым целым как в своей полной форме, так и в фрагментарной. «Мне интересно то, — говорит он, — что происходит за пределами „выигрышной“ точки зрения».

## Биография
Варини родился в 1952 году в городе Локарно в Швейцарии. Официальный язык города — итальянский. В 1978 году переехал в Париж для обучения рисованию и исполнительскому искусству.

## Каркасон

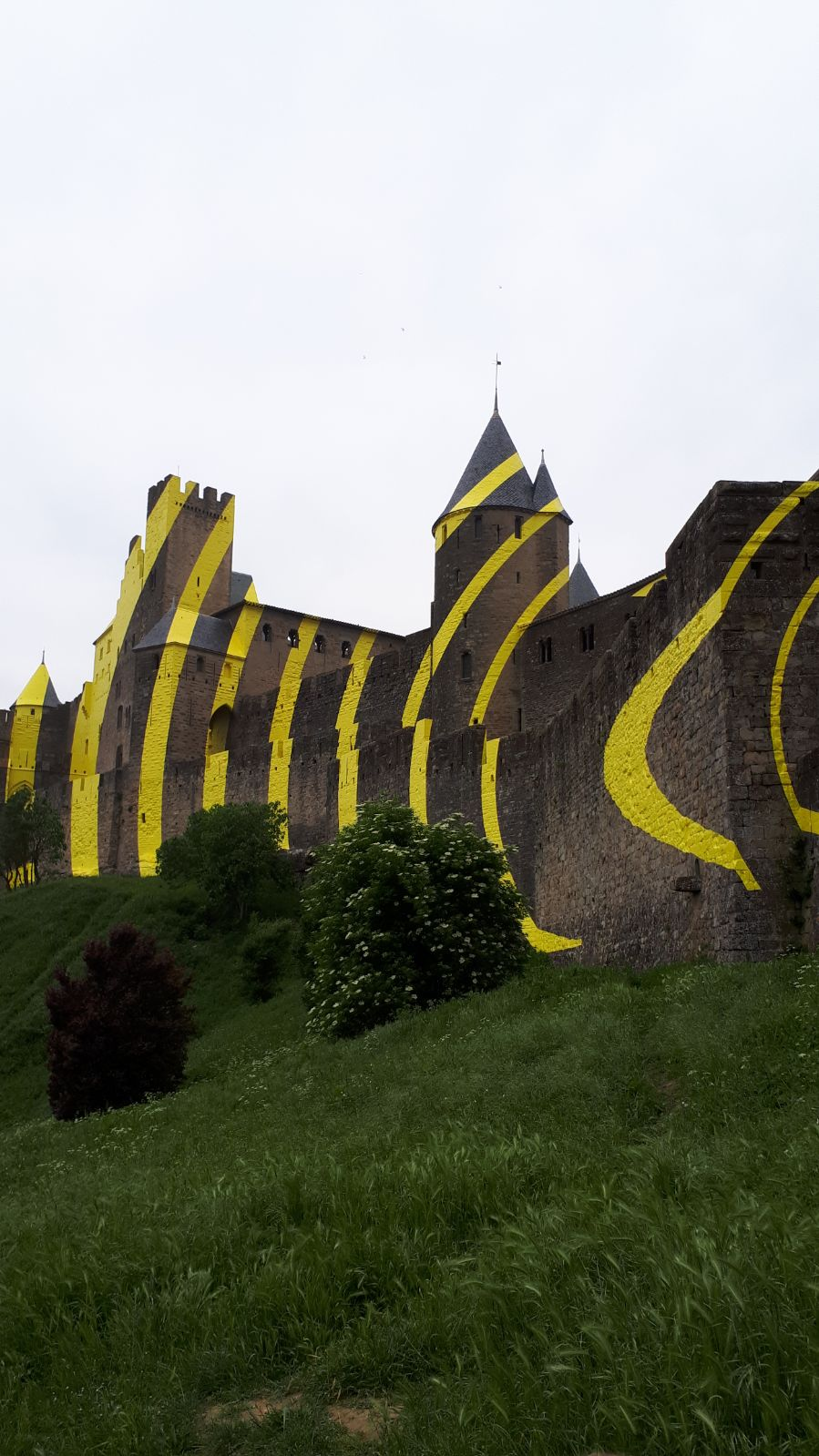
Проект «Концентрическое, эксцентричное» с концентрическими жёлтыми кругами. Крепость Каркассон, Франция, Феличе Варини

В мае 2018 года в рамках своего проекта «Концентрическое, эксцентричное», Варини изобразил на крепости в Каркасоне большие жёлтые концентрические круги. Инсталляция была создана в рамках 7-го выпуска «IN SITU, Наследие и современное искусство», многолетнего мероприятия в Окситании, ориентированного на связь между современным искусством и архитектурным наследием. Эта монументальная работа посвящена 20-летию внесения Каркассона в Список всемирного наследия ЮНЕСКО. Исключительная по своим размерам, видимости и использованию архитектурного пространства, экспозиция простирается почти по всей западной стороне крепостных укреплений. Полностью работа видна только перед Порт де Л’Од на пешеходном маршруте от Бастида. Круги жёлтого цвета состоят из тонких, окрашенных алюминиевых листов и распространяются подобно волнам времени и пространства, дробя и меняя геометрию кругов на башнях и навесных стенах укреплений. Работа выставлялась с мая по сентябрь 2018 года.

## Галерея

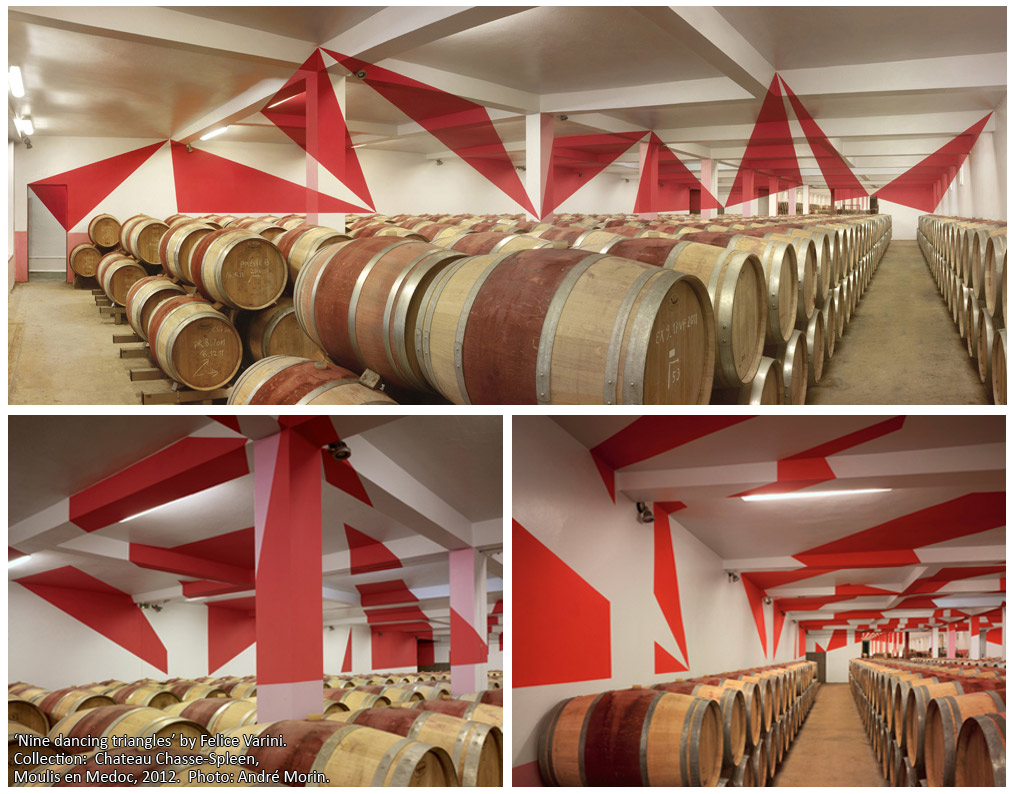
Девять танцующих треугольников. Феличе Варини, показывающий вид с разных точек зрения. Франция, 2012.
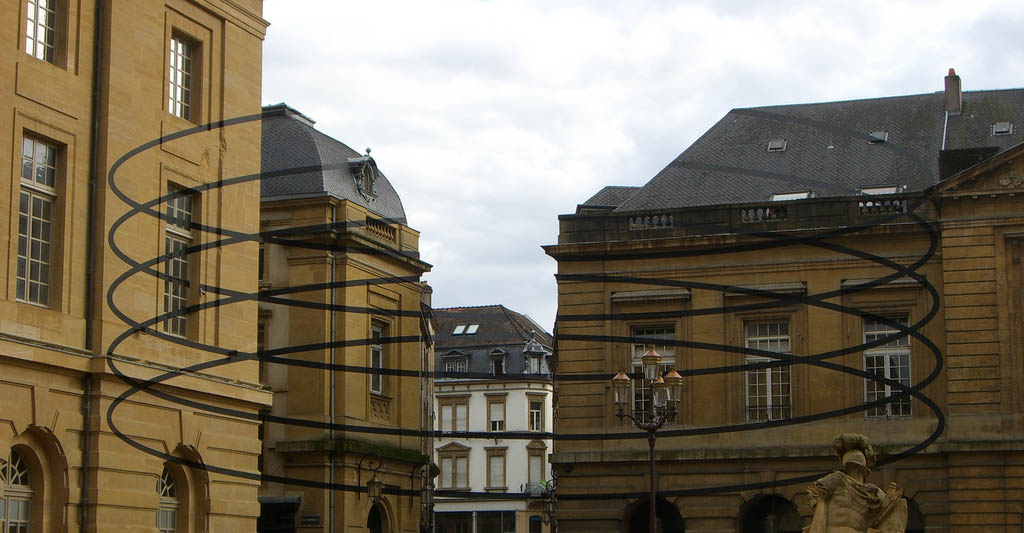
5 открытых эллипсов. Городская живопись Феличе Варини в Меце, 2009.
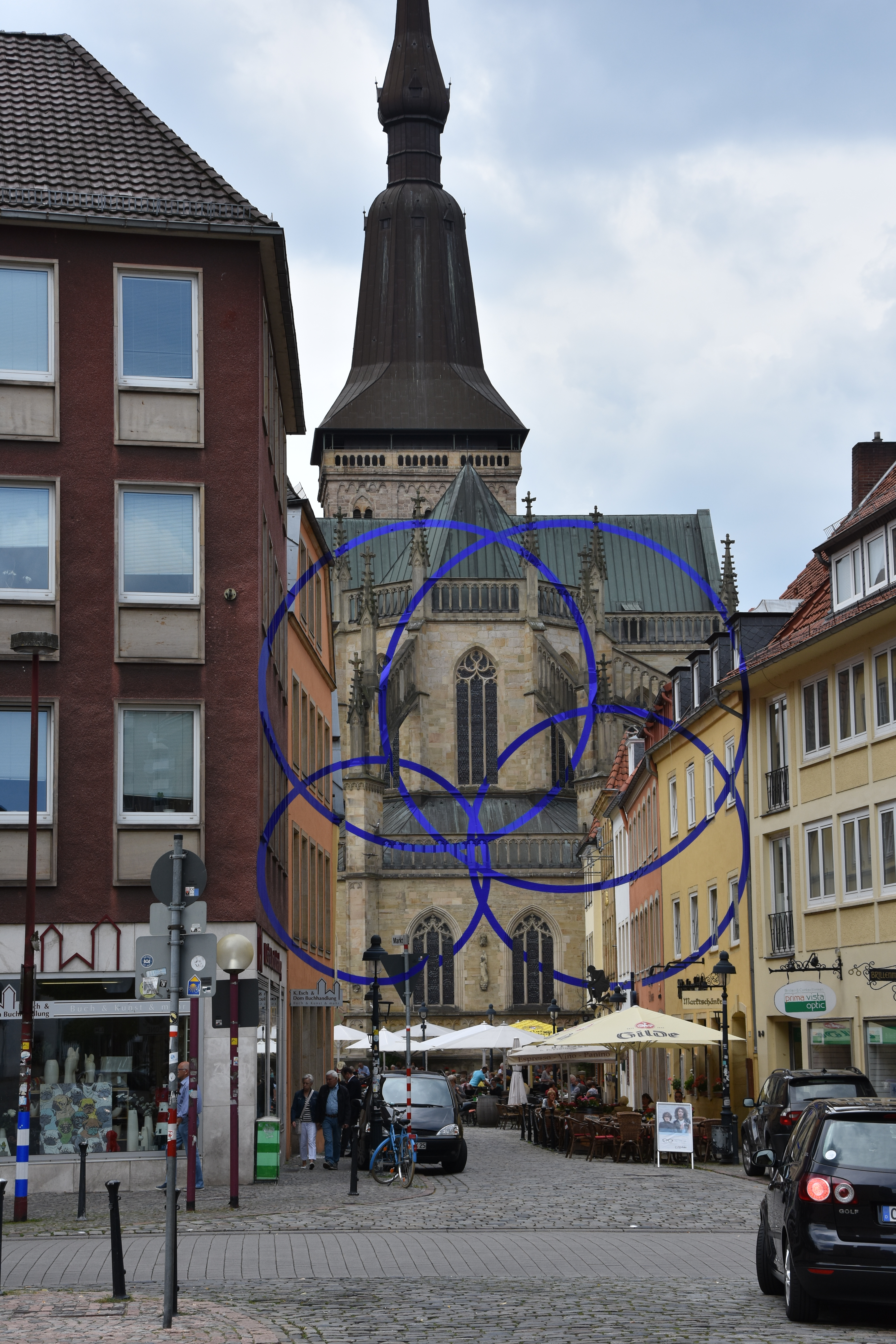
Четыре синих круга. Рыночная площадь (Marktplatz), Оснабрюк, Германия.
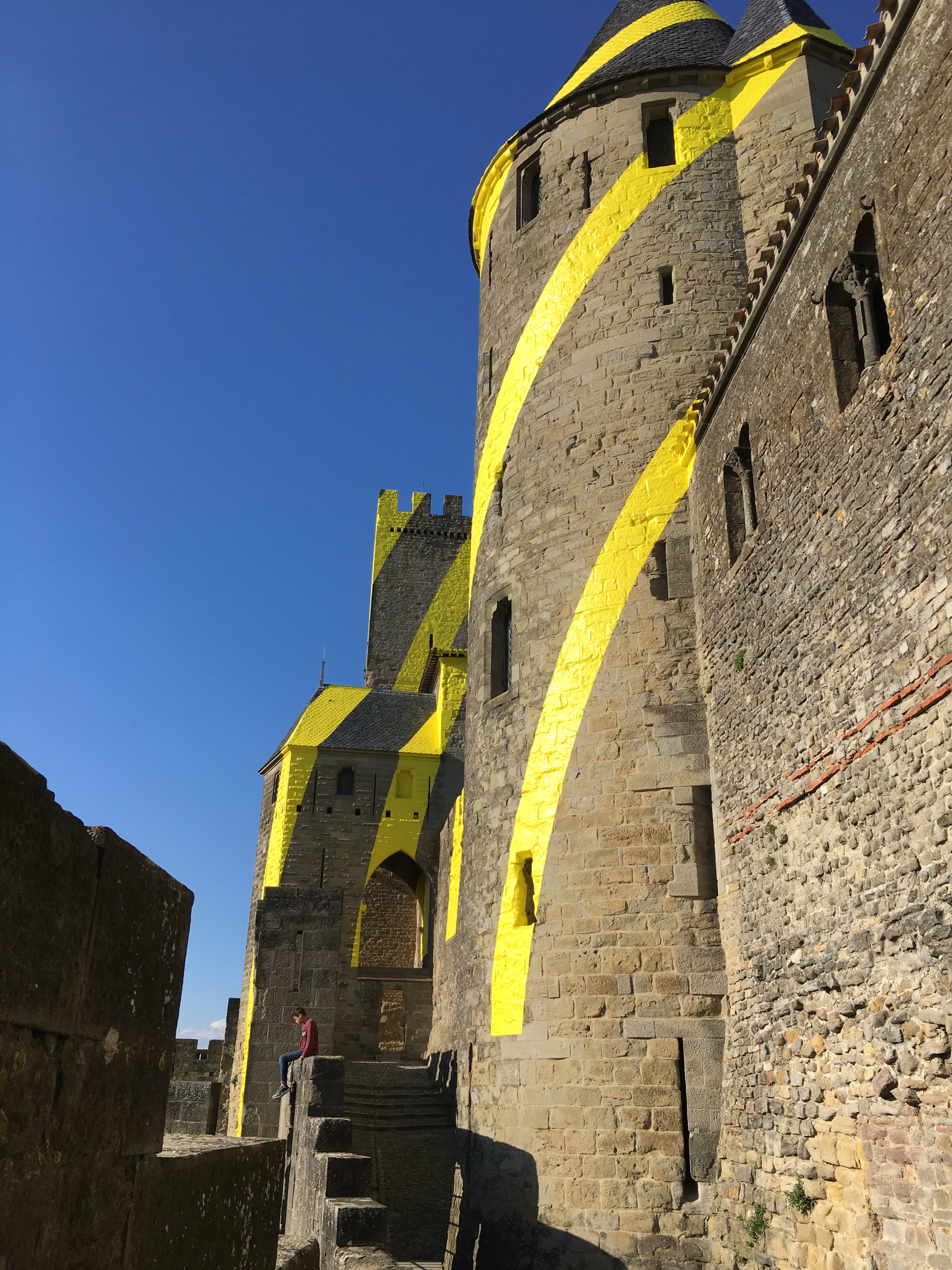
Крепость Каркасон, Фрагмент.
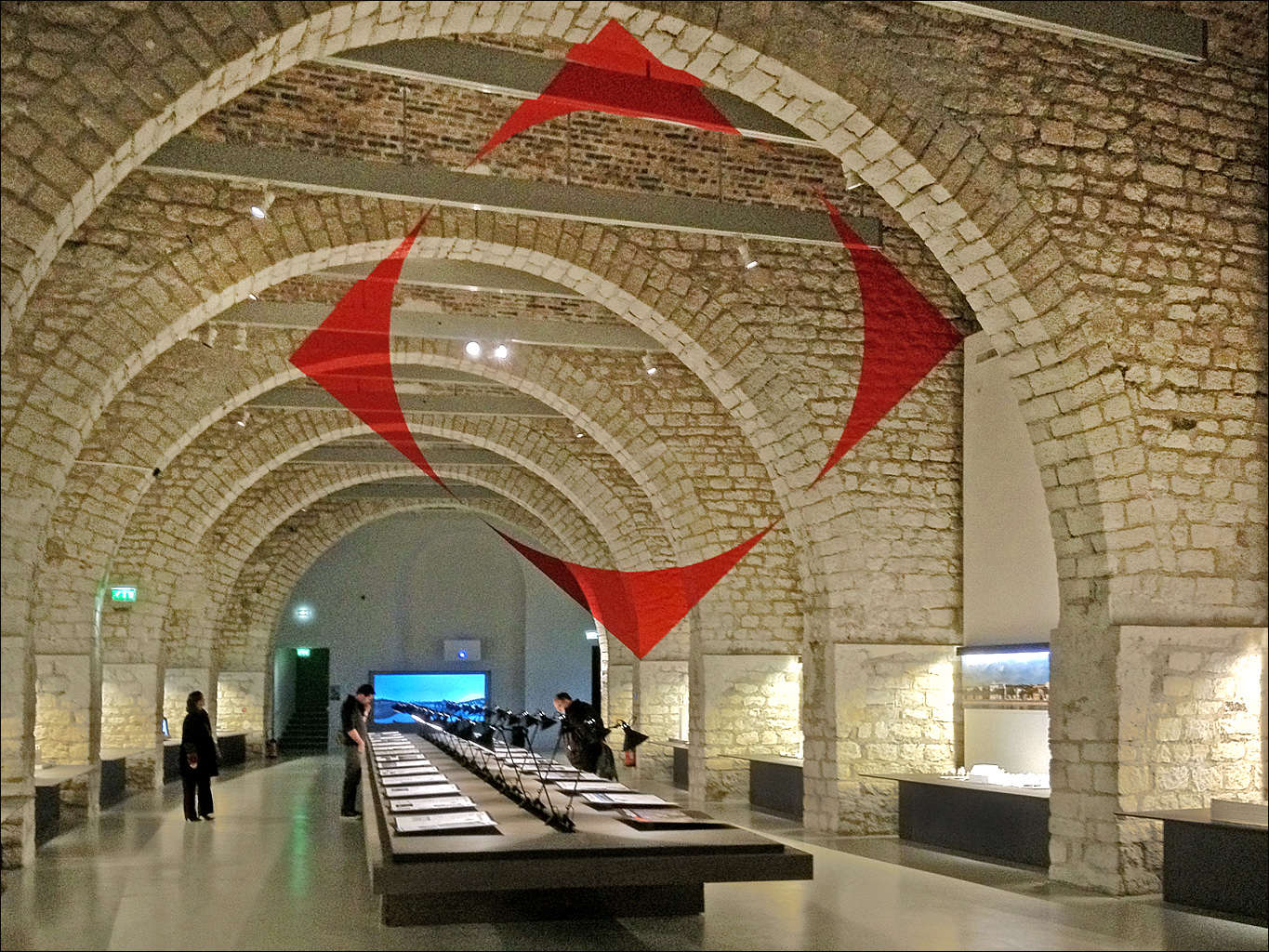
Диск. Музейное пространство выставки Lyon Confluence, 2011, Лион, Франция.